# Köbi Kuhn
Köbi Kuhn, właśc. Jakob Kuhn (ur. 12 października 1943 w Zurychu, zm. 26 listopada 2019 w Zollikerbergu, gmina Zollikon) – szwajcarski trener piłkarski, w przeszłości piłkarz występujący na pozycji pomocnika.
Przez siedemnaście lat był zawodnikiem FC Zürich, z którym sześciokrotnie zdobył mistrzostwo i pięciokrotnie Puchar kraju, oraz dwa razy awansował do półfinału Pucharu Europejskich Mistrzów Krajowych. Z reprezentacją Szwajcarii, w której barwach rozegrał 63 mecze, brał udział w mundialu 1966. Po zakończeniu piłkarskiej kariery, pracował w sztabie szkoleniowym FC Zürich, głównie z młodzieżą. W latach 1996–2002 prowadził najpierw juniorską, później młodzieżową reprezentację Szwajcarii, a od 2001 do 2008 roku był selekcjonerem kadry A, którą wprowadził do Euro 2004, mundialu 2006 i do Euro 2008.

## Kariera piłkarska
W pomocy zespołu FC Zürich rozegrał ponad pięćset meczów, zdobywając największe krajowe laury oraz dwukrotnie awansując do półfinału Pucharu Europejskich Mistrzów Krajowych. W 1966 roku zagrał mecze na mundialu 1966. Pięć lat później strzelił polskiej reprezentacji bramkę w meczu towarzyskim.

## Sukcesy piłkarskie
- mistrzostwo Szwajcarii 1963, 1966, 1968, 1974, 1975 i 1976, Puchar Szwajcarii 1966, 1970, 1972, 1973 i 1976 oraz półfinał Pucharu Europejskich Mistrzów Krajowych w sezonach 1963–1964 i 1976–1977 z FC Zürich

W reprezentacji Szwajcarii od 1962 do 1976 roku rozegrał 63 mecze – uczestnik mundialu 1966.

## Kariera szkoleniowa
Przez większą część kariery szkoleniowej pracował z młodzieżą, najpierw przez szesnaście lat w FC Zürich (z przerwą w sezonie 1983–1984, kiedy tymczasowo został trenerem pierwszego zespołu), a później z reprezentacjami – juniorską i młodzieżową.
W 2001 roku niespodziewanie został selekcjonerem kadry A; jest pierwszym od 1989 Szwajcarem na tym stanowisku.
Budowę nowej drużyny rozpoczął od pożegnania się ze starszymi piłkarzami. Zdecydowanie postawił na młodych zawodników, głównie swoich dawnych podopiecznych z reprezentacji młodzieżowej. Szwajcarzy w eliminacjach do Euro 2004 wyprzedzili m.in. Rosję i Irlandię, i z pierwszego miejsca awansowali do turnieju. Był to pierwszy po ośmioletniej przerwie start Helwetów na międzynarodowej imprezie. W Portugalii zdobyli tylko jeden punkt (po remisie 0:0 z Chorwacją, później przegrali 0:3 z Anglią i 1:3 z Francją) i odpadli już po fazie grupowej.
Kuhn kontynuował odmładzanie drużyny. Po mistrzostwach Europy w kadrze zadebiutowali 21-letni Philipp Degen oraz 20-letni Philippe Senderos, którzy nie tylko wywalczyli miejsca na środku obrony w reprezentacji, ale także szybko przenieśli się do renomowanych klubów (Degen do Borussii Dortmund, a Senderos do Arsenalu Londyn, z którym dotarł do finału Pucharu Mistrzów). Na prawej pomocy Kuhn postawił na Tranquillo Barnettę (22 lata), a w ataku partnerem Alexandra Freia byli albo Johan Vonlanthen (20 lat, nie pojechał na mundial z powodu kontuzji) albo Daniel Gygax (25 lat). Szwajcarzy kwalifikacje do mundialu 2006 zakończyli na drugim miejscu. Po wygraniu meczów barażowych (2:0 i 2:4) z Turcją pierwszy raz od 1994 roku awansowali do finałów mistrzostw świata. Średnia wieku piłkarzy powołanych na mundial wynosiła 26 lat; wśród nich było aż dziesięciu, którzy nie przekroczyli 24. roku życia.
W Niemczech podopieczni Kuhna wygrali swoją grupę (wyprzedzili przyszłych wicemistrzów świata Francuzów oraz reprezentantów Korei Południowej i Togo). W 1/8 finału dopiero po rzutach karnych ulegli Ukraińcom. Kuhn zarówno na mistrzostwach Europy, jak i świata stosował ustawienie 1-4-3-1-2, a szczególny nacisk położył na skuteczność formacji defensywnych; szwajcarski bramkarz Pascal Zuberbühler był jedynym, który podczas mundialu nie przepuścił ani jednej bramki. Zdyscyplinowana obrona, organizacja gry oraz konsekwencja i przygotowanie motoryczne zawodników uważane są za największe atuty obecnej reprezentacji.
W 2008 roku Szwajcarzy wraz z Austrią organizowali turniej Euro 2008. Podopieczni Jakoba Kuhna trafili do grupy A wraz z Portugalią, Czechami i Turcją. Ostatecznie jednak po porażkach 0:1 z Czechami i 1:2 z Turcją oraz honorowym zwycięstwie z Portugalią Szwajcaria zakończyła Mistrzostwa na ostatnim miejscu w grupie. Kuhn według postanowionej wcześniej przysięgi odszedł ze stanowiska selekcjonera szwajcarskiej reprezentacji

## Sukcesy szkoleniowe
- start (faza grupowa) w Euro 2004 oraz 1/8 finału mundialu 2006 z reprezentacją Szwajcarii